# Molly Thompson-Smith
Molly Thompson-Smith (* 7. November 1997 in London) ist eine britische Sportkletterin.

## Leben
Thompson-Smith begann als 8-Jährige in London zu klettern. An ihrem ersten Weltcup nahm sie 2013 teil; sie erreichte den 27. Platz im Lead. 2014 gewann sie ihren ersten Jugend-Europacup. Im selben Jahr wurde sie Jugend-Vizeweltmeisterin im Lead.
2017 erreichte sie den dritten Platz am Weltcup in Kranj. Damit ist sie die erste britische Frau, die bei einem Lead-Weltcup eine Medaille gewinnen konnte. 2020 gewann sie Bronze bei der Europameisterschaft im Lead.
2024 qualifizierte sie sich bei den Olympic Qualifier Series in Shanghai und Budapest für die Olympischen Spiele in Paris. Dort belegte sie den 19. Platz.